# Bergenia
Bergenia és un gènere de plantes angiospermes de la família de les saxifragàcies (Saxifragaceae). Són plantes natives de les zones de clima temperat d'Àsia, algunes han estat introduïdes a Europa. Algunes espècies com ara Bergenia crassifolia i Bergenia pacumbis són conreades amb propòsits ornamentals o medicinals.
Són plantes herbàcies vivaces amb rizoma que acostumen a formar grans colònies. Les fulles formen una roseta basal, són grans, simples, peciolades, sovint coriàcies i amb el marge enter, crenat o dentat. Les flors tenen un periant format per cinc sèpals al calze i cinc pètals de color blanc, rosa, vermell o porpra a la corol·la. A l'androceu hi ha 10 estams. Al gineceu el pistil és habitualment format per dos carpels units a la base, amb dos estils, l'ovari és gairebé súper amb una petit segment ínfer, conté molts òvuls i la seva placentació és axil·lar als dos lòculs proximals i marginal al lòcul distal. Les flors s'agrupen en inflorescències cimoses força grans i sense bràctees. El fruit és una càpsula que conté nombroses llavors petites de color marró fosc.

## Taxonomia
Aquest gènere va ser publicat per primer cop l'any 1794 a l'obra Methodus Plantas Horti Botanici et Agri Marburgensis del botànic alemany Conrad Moench (1744-1805).

### Espècies
Dins del gènere Bergenia es reconeixen les 10 espècies següents:
- Bergenia ciliata (Haw.) Sternb.
- Bergenia crassifolia (L.) Fritsch
- Bergenia emeiensis C.Y.Wu ex J.T.Pan
- Bergenia hissarica Boriss.
- Bergenia pacumbis (Buch.-Ham. ex D.Don) C.Y.Wu & J.T.Pan
- Bergenia purpurascens (Hook.f. & Thomson) Engl.
- Bergenia scopulosa T.P.Wang
- Bergenia stracheyi (Hook.f. & Thomson) Engl.
- Bergenia tianquanensis J.T.Pan
- Bergenia ugamica V.N.Pavlov

### Sinònims
Els següents noms científics són sinònims heterotípics de Bergenia:
- Megasea Haw.
- Piarophyla Raf.